# Chachapoyas
Chachapoyas a perui Amazonas megye székhelye.

## Fekvése
A város Peru északi, Amazonas megye déli részén, az Andok keleti oldalán található körülbelül 2330 méteres tengerszint feletti magasságban. A Lima és Tarapoto közötti, úgynevezett Fernando Belaunde Terry úton a fővárostól 17, a másik végétől 7 órányi útra fekszik a Pedro Ruiz Gallo nevű település, ahonnan dél felé leágazva, az Utcubamba folyó völgyében húzódó utat követve lehet elérni Chachapoyast. A környező hatalmas erdőségek az esős évszakban sűrű ködbe burkolóznak, innen származik a Chachapoyas elnevezés is, ugyanis kecsua nyelven a sachapuyos jelentése „ködös hegy”.
Az esős évszak a meleg időszakkal esik egybe: decembertől áprilisig tart. A város átlagos maximumhőmérséklete 23 °C, az átlagos minimum 13 °C.

## Története
A térségben már 7000 évvel ezelőttről is vannak bizonyítékok az ember megtelepedéséről. A 13. században a területen a csacsapoja kultúra volt elterjedve, amelynek legjellegzetesebb ma is látható nyoma Kuélap erődje, ahol kerek építmények, valamint rombuszokból és cikkcakkos vonalakból álló frízekkel díszített falak maradtak fenn. Egy legenda szerint a csacsapoják kemény ellenállást fejtettek ki az inka hódítással szemben, de végül Túpac Yupanqui legyőzte őket.
Az új, spanyol várost Alonso de Alvarado alapította 1538. szeptember 5-én San Juan de la Frontera de los Chachapoyas néven, de nem a mai helyén, hanem Jalca térségében. A település 1544. augusztus 27-én költözött át a mostani helyére, ahol a vidék kevésbé volt hegyes és az időjárás is kedvezőbb volt.
A 19. század elején zajló függetlenségi mozgalomhoz a város lakói is csatlakoztak. 1821 áprilisában kinyilvánították, hogy nem ismerik el a spanyol fennhatóságot, a függetlenség ellen állást foglaló Francisco Baquedano alképviselőt és Hipólito Sánchez maynasi püspököt pedig száműzték. Június 6-án a Chachapoyas melletti Higos Urcó-i pampákon zajlott le az Higos Urcó-i csata, ahol José Matos ezredes és 600 katonailag képzetlen embere megfutamította a számbeli és technikai fölényben levő spanyolokat.

## Nevezetességek, látnivalók
A város főtere a Plaza de Armas, amelyet a gyarmati időszakból származó, hagyományos stílusú erkélyekkel ellátott régi házak szegélyeznek. Ezek többségét szállodává, vendéglővé és üzletté alakították. Kiemelkedő jelentőségű közülük a városháza és Toribio Rodrigues de Mendoza, a függetlenségi harc előfutárának szülőháza. A téren egy bronzból készült szökőkút is található. Az Independencia („függetlenség”) nevű kis teret az Higos Urcó-i csata emlékére hozták létre, amelynek során a José Matos vezette helyi hazafiak vereséget mértek a spanyol erőkre. Igen régi építészeti emlék a főtértől 1 km-re, a Luya Urco nevű hegyen található Yanayacu-kút, amelyről azt tartja a legenda, hogy ha a városba érkezik egy egyedülálló férfi, és iszik a vizéből, akkor a szép helyi nők csábításának köszönhetően örökre a városban marad.

## Képek

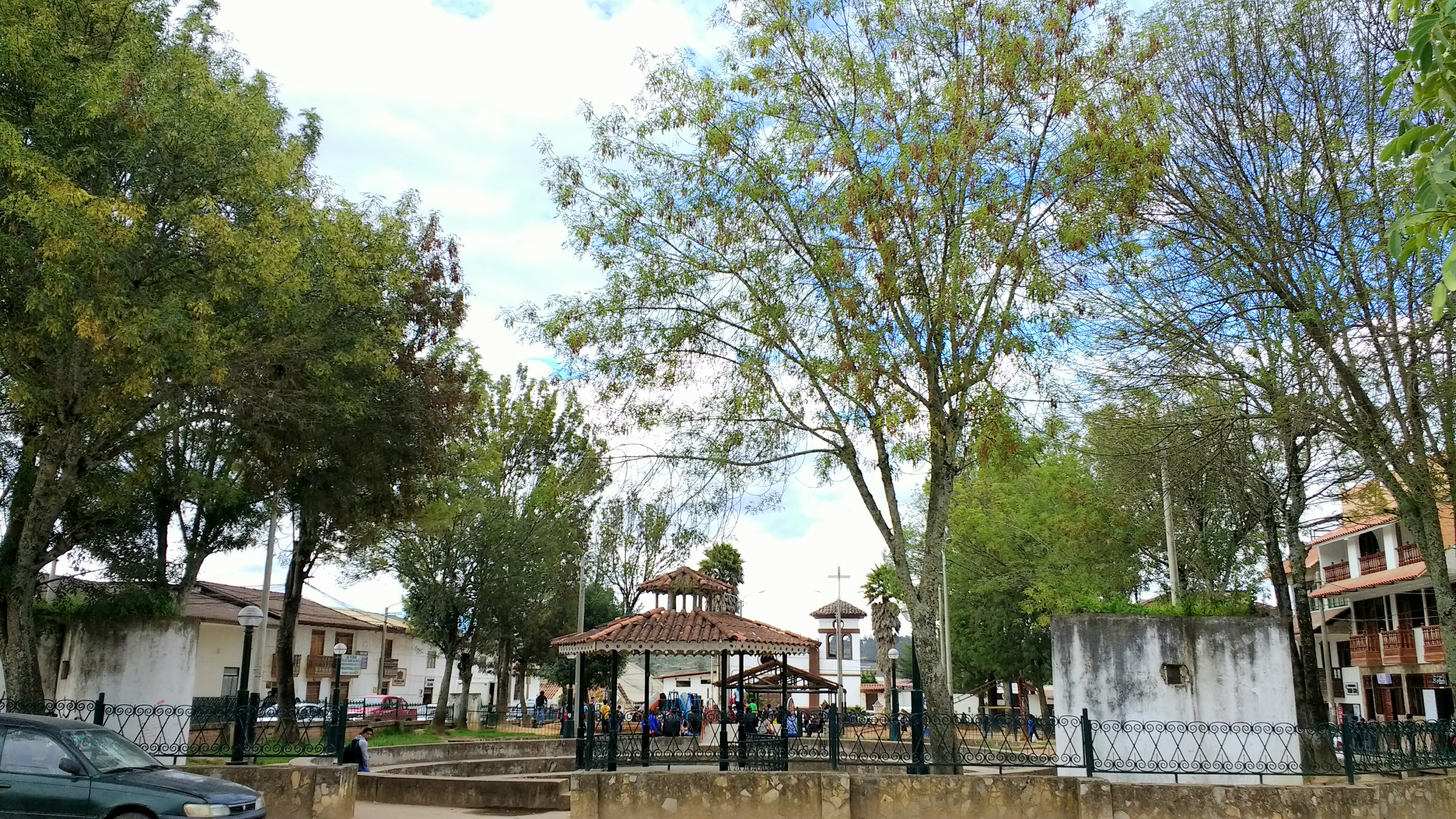
A Belén park
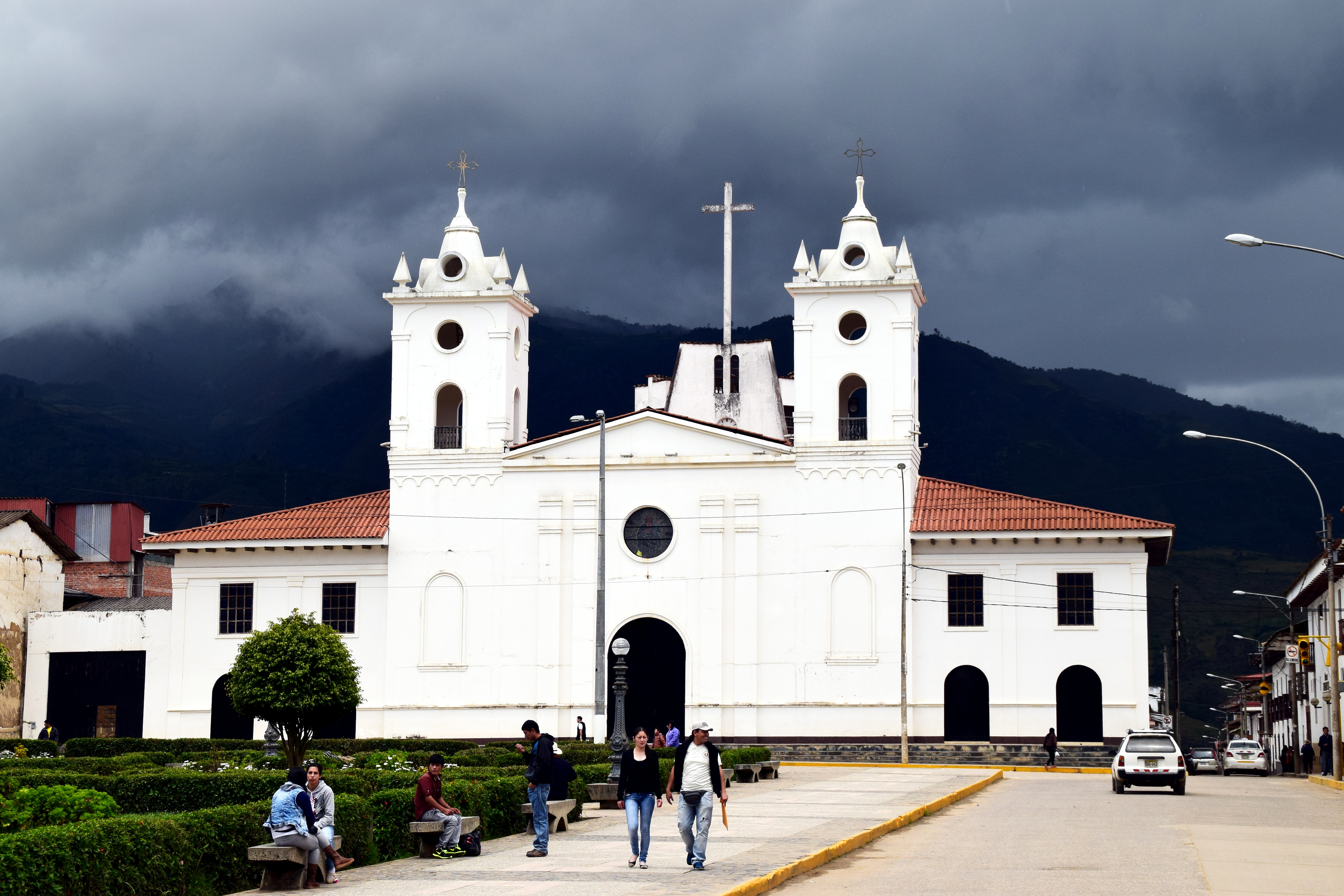
A Keresztelő Szent János-székesegyház
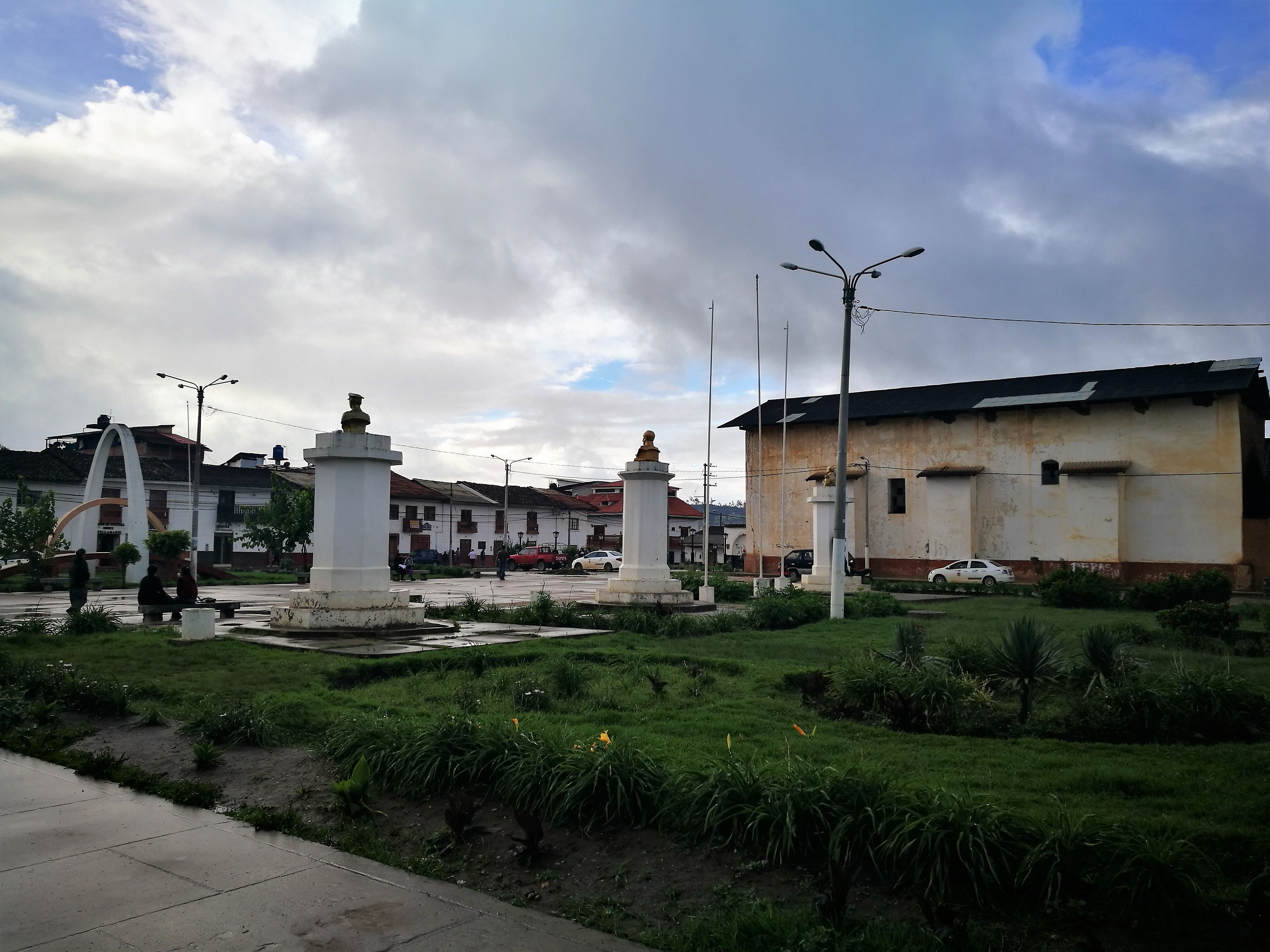
A Plaza de la Independencia tér
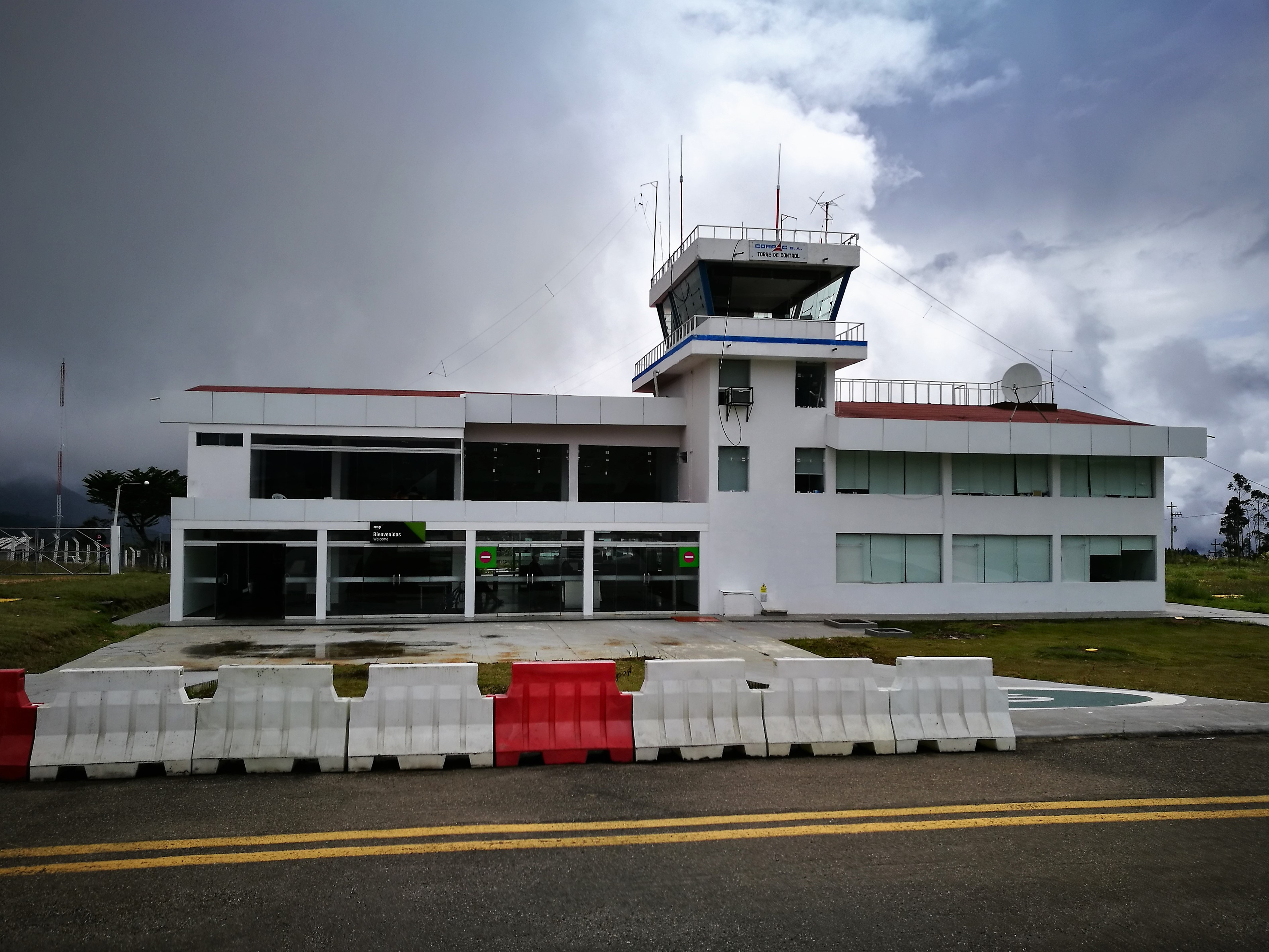
Repülőtéri terminál és irányítótorony